# Liên họ Ăn mật
Liên họ Ăn mật (danh pháp khoa học: Meliphagoidea) là một liên họ chim thuộc bộ Sẻ (Passeriformes). Liên họ này chứa rất nhiều loài chim biết hót cỡ nhỏ đến trung bình và phổ biến ở khu vực Nam Thái Bình Dương. Lục địa Úc có mức phong phú lớn nhất về chi và loài.

## Hệ thống phân loại
Liên họ này được đề xuất dựa trên các nghiên cứu phân loại lai tạo DNA-DNA theo ngoại hình của Charles Sibley et al.. Một định nghĩa hiện đại hơn về tính đơn ngành Meliphagoidea là dựa trên phân tích theo nhánh do các nhà điểu học của Bảo tàng Lịch sử Tự nhiên Hoa Kỳ đưa ra.

### Các họ
- Họ Maluridae
- Họ Dasyornithidae (trước đây thuộc họ Acanthizidae)
- Họ Acanthizidae
- Họ Pardalotidae
- Họ Meliphagidae: ăn mật